# Alte Kelter (Lauffen am Neckar)

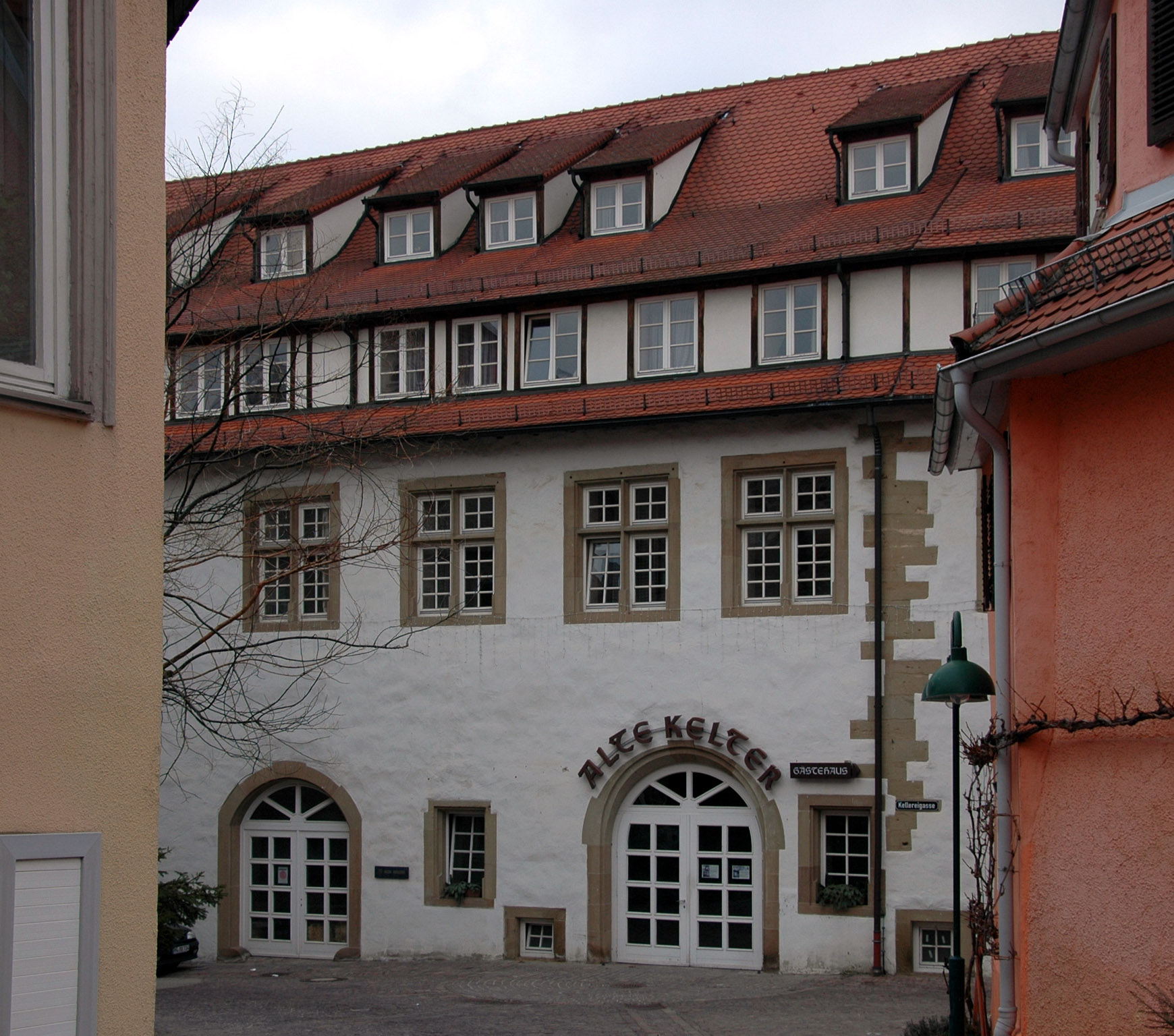
Alte Kelter in Lauffen am Neckar, Teilansicht von Süden

Die Alte Kelter (auch Neuschloss oder Neuer Bau genannt) in Lauffen am Neckar im Landkreis Heilbronn im nördlichen Baden-Württemberg ist ein historisches Gebäude, das als Kulturdenkmal eingetragen ist und gegenwärtig als Ärztezentrum, Restaurant und Hotel genutzt wird.
Der massive, zweigeschossige Bau verfügt über einen langgestreckten Flügel entlang der Heilbronner Straße. Rückwärtig, an der Nordseite, sitzt das Gebäude auf der Stadtmauer auf. Es ist verputzt und verfügt über eine Eckquaderung, steinerne Fensterstöcke, Rundbogentore und profilierte Türrahmungen. 
1568 begann Herzog Christoph von Württemberg mit dem Bau eines schlossartigen Gebäudes als Magazin und Zeughaus an Stelle und auf den Grundmauern der alten Kelter. Baumeister war vermutlich Heinrich Schickhardt. Wohl weil Christoph noch im Jahr des Baubeginns starb, wurde der Bau nie fertiggestellt. Einige bauliche Spezifika des Bauwerks lassen vermuten, dass es als Herrensitz angelegt war; so weist er eine steinerne Wendeltreppe auf, einen sehr großen Keller sowie eine aufwendige Holzkonstruktion im Obergeschoss. 
Ab Ende des 16. Jahrhunderts wurde das Gebäude als Kelter, Brennhütte, Bindhaus, Zehntscheune und Fruchtkasten genutzt. Es befand sich bis ins frühe 19. Jahrhundert im Besitz des württembergischen Staates und kam danach in den der Stadt Lauffen. Während Keller und Erdgeschoss wie zuvor als Lager genutzt wurden, parzellierte die Stadt das Obergeschoss in kleine Wohnungen. Wegen der Lage des Baus in der beengten Altstadt ohne umliegende Freiflächen und wegen seines schlechten Zustandes wurde zeitweilig der Abriss erwogen. 1983 kam das Gebäude in Privatbesitz und wurde anschließend vollständig saniert. Daraufhin eröffnete ein Hotel mit Restaurant im Gebäude. Nach einem weiteren Besitzerwechsel 2003 zog eine Klinik für Kiefer- und Gesichtschirurgie ins Erdgeschoss, während Keller und Obergeschosse weiterhin als Restaurant und Hotel dienen.